# Chamitataxus avitus
A Chamitataxus avitus az emlősök (Mammalia) osztályának ragadozók (Carnivora) rendjébe, ezen belül a menyétfélék (Mustelidae) családjába tartozó fosszilis faj.
Nemének eddig az egyetlen felfedezett faja.

## Tudnivalók
A Chamitataxus avitus Észak-Amerika területén élt a késő miocén korszak idején, körülbelül 6 millió évvel ezelőtt. A három amerikai borzforma közül ezt a fajt tartják a legkezdetlegesebbnek.
Az amerikai borzforma kövületek igen ritkák. Ebből a fajból is eddig csak a típuspéldány került elő; amelyre 1935-ben bukkantak rá, az új-mexikói Lyden melletti külszíni lelőhelyen, a Chamita Formation-ban találták meg. Ez a holotípus csak egy majdnem teljes koponyából áll. Mivel igen ritkák ennek az állatfajnak a kövületei, a kutatók egy másik, rokon faj - amerikai borz (Taxidea taxus) (amely akkor is és még ma is él) - vizsgálatának alapján próbálják megérteni. A borz fajok mellett, ezen a lelőhelyen számos Osbornoceros osborni maradványt is találtak - ez az állat a népes villásszarvúantilop-félék (Antilocapridae) egyik fosszilis faja volt. Mivel a Chamitataxus avitus-nak csak a koponyája került elő, nemigen lehet felbecsülni a méretét és testtömegét, viszont tudjuk, hogy a ma is élő rokonára hasonlíthatott. A koponyaszerkezete csak azt árulja el, hogy jó szaglása és erős harapása volt.

## Fordítás
- Ez a szócikk részben vagy egészben  a   Chamitataxus című angol Wikipédia-szócikk ezen változatának fordításán alapul.  Az eredeti cikk szerkesztőit annak laptörténete sorolja fel. Ez a jelzés csupán a megfogalmazás eredetét és a szerzői jogokat jelzi, nem szolgál a cikkben szereplő információk forrásmegjelöléseként.